# São Vítor
São Vítor es una freguesia portuguesa perteneciente al municipio de Braga. Posee un área de 2,53 km² y una población total de 25 407 habitantes (2001). La densidad poblacional asciende a 10 042,3 hab/km².
- Datos: Q1013105
- Multimedia: São Vítor (Braga) / Q1013105